# Percepción
La percepción es la forma en la que el cerebro humano interpreta las sensaciones que recibe a través de los sentidos para formar una impresión inconsciente o consciente. Es decir, si se le puede aplicar discernimiento de la realidad física de su entorno. También denominado como el proceso constructivo por el que organizamos las sensaciones y captamos conjuntos o formas dotadas de sentido.
También describe el conjunto de procesos mentales mediante el cual una persona selecciona, organiza e interpreta la información proveniente de estímulos, pensamientos y sentimientos, a partir de su experiencia previa, de manera lógica o significativa. En la filosofía, la percepción es la aprehensión psíquica de una realidad objetiva, distinta de la sensación y de la idea, y de carácter mediato o inmediato según la corriente filosófica (idealista o realista).

## Historia
Los primeros estudios científicos sobre percepción no comenzaron hasta el siglo XIX.[cita requerida] Con el desarrollo de la fisiología, se produjo el primer modelo que relacionaba la magnitud de un estímulo físico con la magnitud del evento percibido, a partir de lo cual vio su surgimiento la psicofísica. Algunos de los investigadores más relevantes en el estudio de percepción son:
- Hermann von Helmholtz, médico y físico alemán que realizó experimentos de acústica y oftalmología, entre otros estudios.
- Gustav Fechner, psicólogo alemán autor de la ecuación que explica la relación entre el estímulo físico y la sensación (la llamada ley de Weber-Fechner)
- Ernst Heinrich Weber, psicólogo y anatomista alemán fundador de la psicofísica.
- Wilhelm Wundt, médico alemán fundador del primer laboratorio de psicología experimental.
- Stanley Smith Stevens, psicólogo estadounidense autor de la llamada función potencial de Stevens.
- Max Wertheimer, Kurt Koffka y Wolfgang Köhler, psicólogos alemanes fundadores de la teoría de la Gestalt.
- Rudolph Arnheim, psicólogo y filósofo alemán, profundizó en la relación entre el arte y la percepción visual.
- Irving Rock, científico cognitivo estadounidense.
- David Marr, neurocientífico británico especialista en procesamiento visual.
- James J. Gibson, psicólogo estadounidense especialista en percepción visual.
- Alfred Adler, médico, psicólogo/psiquiatra infantil austríaco, que investigó la percepción individual.

Según los psicólogos J. R. Anderson y A. R. Bower, existen dos posiciones teóricas opuestas en la historia de la psicología de la percepción, que son la teoría empirista o asociacionista y la teoría innatista o racionalista.

### Teoría empirista de la percepción
También llamada teoría asociacionista, esta teoría tiene sus bases en el pensamiento aristotélico. Desde esta óptica, la percepción tiene como base sensaciones más o menos caóticas que el sujeto perceptor ordenará posteriormente. La organización de la percepción siempre se lleva a cabo a partir de conocimientos previos de la realidad.
El sujeto que percibe es pasivo en un principio y se limita a recibir los estímulos externos para luego proceder activamente y organizar el "mosaico" de la percepción. El empirismo clásico fue una corriente importante cuyos representantes son David Hume, David Hartley y Wilhelm Wundt, entre otros.
Esta corriente se denomina constructivismo, y considera que la percepción no puede aislarse de la actividad cognitiva del sujeto. En el acto de la percepción, el sujeto proyecta su atención hacia determinadas características ambientales y entonces hace un muestreo, es decir, selecciona cierta cantidad de información de los objetos y estímulos recibidos. A la vez, esta información activará o modificará los esquemas en que se encuadrará la percepción, y le dará un significado.

### Teoría innatista o de la forma
También llamada teoría racionalista. Sus orígenes se remontan al ideal platónico. Presupone la existencia de un sujeto que percibe mediante unas capacidades innatas (de nacimiento, no adquiridas). Los datos de la experiencia vendrían organizados automáticamente en el mismo acto de percibir las cosas. No unificamos los datos dispersos de la sensación como si fuera un rompecabezas, sino que percibimos el mosaico total, directa e indirectamente.
La escuela de la Gestalt ha considerado el concepto de organización como resultado directo de los procesos sensoriales. No existen sensaciones puras sino sensaciones organizadas. La organización perceptiva sería el resultado de los procesos físicos que tienen lugar en la corteza cerebral. Habría un cierto isomorfismo (una igualdad de forma) entre la estimulación externa y los efectos que esta produce en el cerebro. Así pues, nuestra percepción sería el resultado de una adaptación biológica al medio. No cabría la posibilidad de plantearnos si lo que percibimos es una mera realidad subjetiva o una correspondencia con lo que es realidad en nuestro umbral de percepción.
La visión que la percepción nos proporciona está ordenada en sí misma, estructurada con los caracteres propios de un todo. Las partes de la percepción dependen del todo de la percepción.

## Tipos
Tradicionalmente, los campos de investigación relacionados con la percepción están organizados según los 5 sentidos más reconocidos: visión, audición, tacto, olfato y gusto. Sin embargo, la lista completa de sentidos relacionados con la percepción es mucho más amplia:
- percepción visual, de los dos planos de la realidad externa (forma, color, movimiento);
- percepción espacial, de las tres dimensiones de la realidad externa (profundidad);
- percepción olfativa, de los olores;
- percepción auditiva, de los ruidos y sonidos;
- cenestesia, de los órganos internos;
- percepción táctil, que combina los sentidos de la piel (presión, vibración, estiramiento);
- percepción térmica, de las variaciones de temperatura (calor, frío);
- percepción del dolor, de los estímulos nocivos;
- percepción gustativa, de los sabores;
- quimioestesia, de los sabores fuertes (no se encuentra comprometida en caso de lesión de las áreas gustativas u olfativas);
- percepción del equilibrio;
- sinestesia,  de un estímulo sensorial que se une subjetivamente a la experiencia  de otro
- percepción del tiempo, del cambio (percibir implica la existencia de una reacción a una estimulación presente, reacción que puede analizarse en los planos fisiológico, de consciencia o de conducta;
- percepción de la forma, el resultado de la percepción del contorno y del contraste de las cosas, fundamentalmente a través de la vista y del tacto.
- percepción del campo magnético

## Naturaleza de los estímulos sensoriales
La percepción es el primer proceso cognoscitivo, a través del cual los sujetos captan información del entorno, la razón de esta información es que usa la que está implícita en los estímulos captados por los sistemas sensoriales y que permiten al individuo animal (incluyendo al ser humano) formar una representación de la realidad de su entorno. La luz, por ejemplo codifica la información sobre la distribución de la materia-energía en el espacio-tiempo, permitiendo una representación de los objetos en el espacio, su movimiento y la emisión de energía lumínica.
A su vez, el sonido codifica la actividad mecánica en el entorno a través de las vibraciones de las moléculas de aire que transmiten las que acontecen en las superficies de los objetos al moverse, chocar, rozar, quebrarse, etc. En este caso son muy útiles las vibraciones generadas en los sistemas de vocalización de los organismos, que transmiten señales de un organismo a otro de la misma especie, útiles para la supervivencia y la actividad colectiva de las especies sociales. El caso extremo es el lenguaje en el hombre.
El olfato y el gusto informan de la naturaleza química de los objetos, pudiendo estos ser otras plantas y animales de interés como potenciales presas (alimento), depredadores o parejas. El olfato capta las partículas que se desprenden y disuelven en el aire, captando información a distancia, mientras que el gusto requiere que las sustancias entren a la boca, se disuelvan en la saliva y entren en contacto con la lengua. Sin embargo, ambos trabajan en sincronía. La percepción del sabor de los alimentos tiene más de olfativo que gustativo.
Existe en realidad como fenómeno psíquico complejo, la percepción, el resultado de la interpretación de esas impresiones sensibles por medio de una serie de estructuras psíquicas que no proceden ya de la estimulación del medio, sino que pertenecen al sujeto. En la percepción se encuentran inseparablemente las sensaciones con los elementos interpretativos. dentro de este análisis es tener la capacidad para recibir mediante los sentidos las imágenes o sensaciones externas o comprender y conocer algo.
El llamado sentido del tacto es un sistema complejo de captación de información del contacto con los objetos por parte de la piel, pero es más intrincado de lo que se suponía, por lo que Gibson propuso denominarle sistema háptico, ya que involucra las tradicionales sensaciones táctiles de presión, temperatura y dolor, todo esto mediante diversos corpúsculos receptores insertos en la piel, pero además las sensaciones de las articulaciones de los huesos, los tendones y los músculos, que proporcionan información acerca de la naturaleza mecánica, ubicación y forma de los objetos con los que se entra en contacto. El sistema háptico trabaja en estrecha coordinación con la quinestesia que permite captar el movimiento de la cabeza en el espacio (rotaciones y desplazamientos) y combinando con la propiocepción, que son las sensaciones antes mencionadas, relacionadas con los músculos, los tendones y las articulaciones, permite captar el movimiento del resto del cuerpo, con lo que se tiene una percepción global del movimiento corporal y su relación con el contacto con los objetos.

## Proceso de percepción
El proceso de percepción comienza con un objeto del mundo real, llamado el estímulo distal u objeto distal. Gracias a las características de la luz, del sonido o algún otro proceso físico, el objeto estimula los órganos sensoriales del cuerpo. Estos órganos sensoriales transforman la energía (que juega el papel de información entrante) en actividad neural, en un proceso llamado transducción. Los patrones de actividad neural que son así generados son llamados estímulos proximales. Estas señales neuronales son transmitidas al cerebro y procesadas. La recreación mental del estímulo distal es el percepto. La percepción ha sido a veces descrita como el proceso de construir representaciones mentales de estímulos distales usando la información disponible en los estímulos proximales.
Desde el punto de vista del receptor de la información sensorial, la percepción puede ser de tipo intermodal o transmodal.
La percepción intermodal (también llamada intersensorial o multimodal) es la percepción unitaria o unificada de objetos o eventos a partir de estímulos simultáneos disponibles a través de más de un canal sensorial. Es decir, que el individuo es capaz de establecer una relación entre dos tipos de información, por ejemplo, reconociendo el vínculo entre una voz y la imagen de la persona que habla como un único acontecimiento.
La percepción intermodal es esencial en el desarrollo de las funciones cognitivas de los infantes de muy baja edad. Por ejemplo, ciertos estudios realizados en laboratorio parecen indicar que los bebés prestan más atención a los estímulos en los cuales el sonido y la imagen están sincronizados. Este tipo de experimentos va al encuentro de la creencia según la cual los bebés experimentan sensaciones discordantes provenientes de cada uno de sus sentidos durante sus primeros meses de vida.
La percepción transmodal es la manera en la que el cerebro interpreta la información amodal, es decir, que no es específica de un solo canal sensorial, sino que puede ser recibida de forma redundante por varios canales. Por ejemplo, el ritmo de unas manos dando palmas puede ser percibido a la vez de manera visual, auditiva y háptica. También es la capacidad del sistema cognitivo humano de traducir un tipo de información sensorial a otra. La percepción transmodal se encuentra frecuentemente asociado a las habilidades de imitación. Se ha observado que los bebés tienen una capacidad innata de traducir un estímulo visual en una acción motora, por ejemplo, al imitar un adulto cuando este saca la lengua.

### Proceso de percepción según Hermann von Helmholtz
El proceso de la percepción, tal como lo propuso el médico y físico Hermann von Helmholtz, es de carácter inferencial y constructivo, generando una representación interna de lo que sucede en el exterior al modo de hipótesis. Para ello se usa la información que llega a los receptores y se va analizando paulatinamente, así como información que viene de la memoria tanto empírica como genética y que ayuda a la interpretación y a la formación de la representación.
Este es un modelo virtual de la realidad que utiliza la información almacenada en las energías, procedimientos internos para decodificarlas e información procedente de la memoria que ayuda a terminar y completar la descodificación e interpreta el significado de lo recuperado, dándole significado, sentido y valor. Esto permite la generación del modelo.
Mediante la percepción, la información recopilada por todos los sentidos se procesa, y se forma la idea de un solo objeto. Es posible sentir distintas cualidades de un mismo objeto, y mediante la percepción, unirlas, determinar de qué objeto provienen, y determinar a su vez que este es un único objeto.
Por ejemplo podemos ver una cacerola en la estufa. Percibimos el objeto, su ubicación y su relación con otros objetos. La reconocemos como lo que es y evaluamos su utilidad, su belleza y su grado de seguridad. Podemos oír el tintineo de la tapa al ser levantada de forma rítmica por el vapor que se forma al entrar en ebullición el contenido. Olemos el guiso que se está cocinando y lo reconocemos. Si la tocamos con la mano percibimos el dolor de la quemadura (cosa que genera un reflejo que nos hace retirar la mano), pero también el calor y la dureza del cacharro. Sabemos donde estamos respecto al objeto y la relación que guarda cada parte de él respecto a ella. En pocas palabras, estamos conscientes de la situación.
Entonces, como se indicó antes, la percepción recupera los objetos, situaciones y procesos a partir de la información aportada por las energías (estímulos) que inciden sobre los sentidos.
Este proceso se dará con la constante interacción entre los estímulos percibidos por los receptores, las reglas innatas en el sistema nervioso para interpretarlo y los contenidos en la memoria que permiten relacionar, reconocer, dar sentido y generar una cognición del objeto y sus circunstancias. Es decir que se genera el modelo más probable, con todas sus implicaciones para el perceptor.
La percepción está en la base de la adaptación animal, que es heterótrofa.[cita requerida] Para poder comer las plantas u otros animales de los que se nutren, los animales requieren de información del entorno que guíen las contracciones musculares que generen la conducta, que les permite acercarse y devorar a su presa (planta o animal).
De este modo, la simple respuesta a las sensaciones, es decir al efecto directo de los estímulos, no fue suficiente; la evolución desarrolló paulatinamente formas de recuperar la implicación que tenían los estímulos en relación con los objetos o procesos de los que provenían, formándose así los procesos perceptuales.
Al contar con un sistema nervioso eficiente, este se empieza a usar para otras funciones, como el sexo, la sociabilidad, etc. Por ello, la percepción es un proceso adaptativo y base de la cognición y la conducta.[cita requerida]

## Principios de la organización perceptual

"Ley de clausura". La cognición humana tiende a percibir formas completas incluso en casos donde están incompletas.

Los principios de organización perceptual fueron propuestos por primera vez por la escuela alemana conocida como psicología de la Gestalt. Esta escuela está basada en el concepto de gestalt, o forma, que es la experiencia total resultante de organizar fragmentos de información en objetos y patrones significativos. De esta manera, el psicólogo Wilhelm Dithley afirmaba que, en todos los procesos psíquicos, la aprensión de la totalidad precede a la comprensión del objeto o concepto.
La base de la gestalt es que la totalidad es más que la suma de las partes, es decir, que las propiedades de la totalidad emergen de las interacciones espacio-temporales entre los elementos percibidos, y no pueden ser inferidas a partir de cada elemento aislado. De acuerdo con esta perspectiva, la percepción, sin la influencia de otros factores que pueden ser favorables o desfavorables, nos informa acerca del ambiente de forma más realista, para asegurar nuestra supervivencia. Según los psicólogos gestaltistas la gente tiende a ver puntos en patrones y grupos, los patrones tienen dos principios: la proximidad y la similitud.
Los principios de la gestalt sirven para explicar cómo el ser humano agrupa sus sensaciones y llena los huecos para poder interpretar el mundo. Un ejemplo de esto es cuando escuchamos melodías, agrupamos las notas musicales por lo que escuchamos una melodía y no notas aisladas. Por otro lado la semejanza y continuidad nos permiten seguir el sonido de una voz o instrumento aun cuando muchos otros ocurran al mismo tiempo. El principio del cierre designa la tendencia a completar la figura de forma congruente.
Otro principio importante es la organización. El ser humano tiende a organizar al mundo externo, por ejemplo al ver una figura incompleta el ser humano tiende a completarla y a percibirla de forma diferente, esto se debe a que hay una fuerte tendencia innata hacia la forma y el significado en todo lo que se percibe. Otro ejemplo de lo anterior es el juego del ahorcado, en el cual el jugador debe adivinar la letra siguiente de la que se ha establecido, si fracasa, quien dirige el juego dibuja una línea de una horca estilizada, a menudo basta con 4 o 5 letras para adivinar la palabra.
La constancia perceptual es el fenómeno en el cual los objetos físicos se perciben como si fueran variantes y consistentes, a pesar de que haya cambios en su apariencia o en el ambiente físico. Entre ellas encontramos la constancia de tamaño en la que percibido un objeto, se mantiene inalterado independientemente de la lejanía; la constancia de forma, la cual independientemente del ángulo la forma no se ve influida por los cambios y la constancia de color y brillantez, en la que aunque se alteren tendremos la idea original.

### Proceso perceptual según la Gestalt
El psicólogo próximo de la teoría de la Gestalt Leo Postman describe el proceso perceptual en una secuencia de 3 etapas:
- Proceso de formulación de hipótesis por parte del sujeto que se encuentra frente al (a los) objeto(s)- estímulo. una disposición general para percibir determinados aspectos del estímulo, que sean congruentes con la orientación de la personalidad (un estado de sintonía previo).
- El Input o entrada de la información perceptual que proviene del medio (información en el sentido de los "estímulos-signo" aquellos que son indicadores significativos de la realidad para el individuo que formula la hipótesis).
- Verificación de las hipótesis previas (ya sea confirmación o rechazo de las mismas). Existía una expectativa, una tendencia a percibir selectivamente, de un modo determinado, que se confronta con las características materiales del estímulo. De esa confrontación resultan la confirmación o el rechazo posibles de la hipótesis formulada.

## Percepción del movimiento
La percepción del movimiento implica información visual de la retina y mensajes de los músculos alrededor de los ojos. En ocasiones los procesos perceptuales nos hacen crear ilusiones ópticas y creemos ver movimiento en objetos estáticos. Por esta razón se clasifica en movimiento real y movimiento aparente.

### Movimiento real
Se refiere al desplazamiento físico de un objeto de un lugar a otro. La percepción del movimiento real depende solo en parte del movimiento de las imágenes a través de la retina. Si una persona permanece quieta y solo mira de reojo los objetos a su alrededor, las imágenes seguirán pasando a través de la retina; pero los mensajes de los músculos del ojo contrarrestan a los de la retina y entonces los objetos del cuarto se percibirán como inmóviles.

### Movimiento aparente
Es una ilusión óptica que ocurre cuando percibimos movimiento en objetos que en realidad están estáticos. Una forma de movimiento aparente se conoce como ilusión autocinética. Por ejemplo un individuo en un cuarto oscuro solo se le permite ver un punto de luz, al cabo de varios segundos, este individuo percibirá que la luz se mueve; esto es porque al estar todo en oscuridad no hay un marco de referencia visible. En este caso los ligeros movimientos de los músculos del ojo (imperceptibles la mayor parte del tiempo, hacen que la luz parezca moverse.

### Movimiento inducido
Otra forma de ilusión óptica se conoce como movimiento inducido. Esto sucede comúnmente cuando se viaja en tren, al estar inmóvil y pasar cerca otro tren en movimiento; se da la sensación de movernos hacia atrás. Como no se tiene un marco de referencia se confunde cuál tren es el que se mueve en realidad. Esto se aclara mirando al suelo, para establecer un marco de referencia.

## Normas de Gestalt
La psicología de la Gestalt es una corriente de pensamiento dentro de la psicología moderna, surgida en Alemania a principios del siglo XX, y sus exponentes más reconocidos han sido los teóricos Max Wertheimer, Wolfgang Köhler, Kurt Koffka y Kurt Lewin. Esta psicología contiene algunas leyes y normas que pueden resultar útiles en la hora de entender la percepción. Algunas normas que han sido acumuladas por la Gestalt son:

### Ley de parecido
Nuestra percepción acostumbra a percibir los elementos parecidos o idénticos en tamaño, color o forma como pertenecientes a la misma forma.
El ojo humano suele percibir elementos similares en un diseño como una imagen completa, forma o grupo, incluso si estos elementos están separados. El cerebro parece crear un vínculo entre elementos de naturaleza similar. Después, los percibiremos en una relación entre sí, separándolos otros elementos de un diseño. Los ojos humanos son buenos para llenar "vacíos" o conectando "puntos".
El parecido está influenciado por la forma, la medida y el color de los elementos. Cuando se mezclan objetos con un alto grado de parecido entre sí con un grupo de objetos diferentes, el cerebro dedica tiempo y energía a crear un enlace entre estos para que pueda entender su relación

### Ley de la proximidad
La ley de la proximidad describe como el ojo humano percibe conexiones entre elementos visuales. Se considera que los elementos que se acercan entre sí se relacionan cuando se comparan con elementos que están separados entre sí. Nuestra percepción tiende a percibir juntos los elementos próximos en el tiempo y el espacio.
La ley de proximidad nos permite utilizar espacios en blanco, por ejemplo, para generar relaciones percibidas entre diferentes elementos. En el material escrito, la ley de proximidad nos permite tener sentido del texto en general. Esto también es cierto para el espaciado de los párrafos y para los elementos más dispares del texto en una página web. El espaciado entre bloques de texto nos indica la probabilidad que se relacionan entre sí.

### Ley de la continuidad
Los detalles que mantienen un patrón o dirección tienden a agruparse juntos, como parte de un modelo. Es decir, se perciben elementos continuos aunque estén interrumpidos entre sí.
La ley de la continuidad afirma que el ojo humano sigue líneas, curvas o una secuencia de formas para determinar una relación entre elementos contemplados.
La ley de continuidad puede llevar a cabo efectos positivos y negativos en diseños. El efecto positivo es el espacio en un diseño que está formado por el asunto: la imagen que insertamos. El efecto negativo es el resto del espacio alrededor y entre los bordes de este objeto. Cuando vemos un diseño, nuestros ojos tienden a dibujar una línea que conecta los diferentes elementos.

### Ley de contraste
Un elemento se distingue del resto por su singular especificidad, por la forma, medida, color u otras calidades propias del objeto.
La ley de contraste se refiere a la tendencia del sistema visual para simplificar una escena en el objeto principal que estamos observando (la figura) y todo el resto que en forma el fondo. El concepto a menudo se ilustra con la clásica ilusión "rostros o jarrones", también conocida como el jarrón de Rubin. Según si veáis el negro o el blanco como figura, podéis ver dos caras en el perfil (es decir, percibir el color oscuro como figura) o un jarrón en el centro (es decir, ver el color blanco como figura).
Al mirar una escena visual, la gente tiende a buscar maneras de diferenciar las figuras. Algunas maneras en que la gente lo hace son:
- Vacío: los objetos en primer plan tienden a ser nítidos y diferentes, mientras que los del fondo son borrosos o nebulosos.

- Contraste: el alto contraste entre los objetos puede conducir a la percepción de la figura y el suelo. El jarrón Rubin es un ejemplo.

- Medida: las imágenes que parecen más grandes se perciben como más cerca y una parte de la figura, mientras que las que son más pequeñas parecerán más lejos y formarán parte del fondo.

- Separación: un objeto aislado de todo el resto de una escena visual es más probable que se vea como una figura versus fondo.

### Ley de clausura
Nuestra percepción tiende a tratar de completar lo que percibimos para darle sentido.
La ley del clausura explica cómo percibimos formas incompletas. Cuando hay información que falta en una imagen, el ojo ignora la información que falta y llena los vacíos con líneas, colores o patrones de la zona circundante para completar la imagen. En realidad, no hay fronteras ni líneas entre esta área (el fondo) fuera de la imagen que estamos completando y los antecedentes que hemos determinado que forman parte de la imagen.